# Friedric Ludwig Beuermann
Friedric Ludwig Beuermann, född 11 december 1823, död 6 maj 1868 i Helsingfors, var en finländsk pianotillverkare i Helsingfors.
Beuermann tillverkade under sin livstid omkring 8 pianinon och omkring 8 taffelpianon.

## Biografi
Beuermann föddes 11 december 1823. Han kom ursprungligen från Hannover. Den 20 juni 1849 antogs han som finsk undersåte. Han fick 9 mars 1859 privilegium att tillverka pianon och möbler i Helsingfors. Han la ner tillverkning av klaver 1867. Beuermann avled av en hjärtsjukdom den 6 maj 1868. Efter hans död fortsatte änkan att driva musikhandeln och musikförlaget.
Han gifte sig med Elisabeth Wilhemine Junge (född 1840).

## Produktion
Lista över produkter han tillverkade under sina verksamma år.
| År   | Produkt/Arbete              | Summa           |
| ---- | --------------------------- | --------------- |
| 1859 | -                           | -               |
| 1860 | 4 stycken pianinos          | -               |
| 1861 | 2 stycken pianinos          | 700 Rysk rubel  |
| 1862 | 2 stycken pianinos          | 400 Rysk rubel  |
| 1863 | 2 stycken Taffel fortepiano | 1600 Finsk mark |
| 1864 | 2 stycken Taffel fortepiano | 1600 Finsk mark |
| 1865 | ?                           | 1600 Finsk mark |
| 1866 | 2 stycken Fortepiano        | 1600 Finsk mark |
| 1867 | -                           | -               |
| 1868 | -                           | -               |